# Biało-czerwono-biała flaga Białorusi

Chorągiew jazdy podczas bitwy pod Orszą

Flaga używana przez władze białoruskie na uchodźstwie w latach 1919–1925

Biało-czerwono-biała flaga Białorusi (biał. Бел-чырвона-белы сцяг, łacinka Bieł-čyrvona-bieły ściah, transkrypcja Bieł-czyrwona-bieły ściah) – historyczna flaga Białorusi przyjęta w 1918 roku przez władze Białoruskiej Republiki Ludowej, będąca również jej symbolem na emigracji, w latach 1991–1995 flaga państwowa Republiki Białorusi, obecnie używana jest jako symbol białoruskiej państwowości przez antyłukaszenkowską opozycję. Składa się z trzech równej wielkości pasów: dwóch białych i czerwonego między nimi.

## Historia
Istnieje wiele wersji pochodzenia flagi – najpopularniejsza z nich mówi, że posługiwały się nią już ruskie wojska w bitwie pod Grunwaldem. Zdaniem innych stanowi odzwierciedlenie kolorystyki białorusko-litewskiego herbu Pahonia (Pogoń) lub pochodzi od chorągwi świętego Jerzego (chorągiew z krzyżem św. Jerzego, por. obecna flaga Gruzji, flaga Anglii), który wykorzystywała białoruska kawaleria w bitwie pod Orszą w 1514 roku. Mimo tak długich tradycji aż do XX wieku nie była w żaden sposób wykorzystywana na ziemiach białoruskich: ani jako symbol narodowy, ani lokalny.
Podczas rewolucji lutowej 1917 roku białoruscy działacze narodowi posługiwali się białą flagą z namalowanymi na niej hasłami, dopiero w 1918 roku została opracowana współczesna flaga białoruska. Pierwszy szkic, przyjęty przez władze BRL, wykonał młody architekt, absolwent Instytutu Politechnicznego w Petersburgu Klaudiusz Duż-Duszewski. Według niektórych wersji dodając do białej flagi czerwony pas lewicowe władze Białoruskiej Republiki Ludowej chciały się odciąć od oskarżeń o wykorzystywanie reakcyjnej symboliki.
Jeszcze 25 marca 1917 roku, gdy w Mińsku odbywał się Kongres Białoruski, nad budynkiem, w którym obradowano, powiewała biała flaga jako symbol Białej Rusi (według relacji uczestniczki zjazdu Zośki Wieras). 11 sierpnia 1918 roku w gazecie „Wolna Biełaruś” opublikowano po raz pierwszy opis państwowego herbu i flagi, od początku 1918 roku używanej już jedynie w biało-czerwono-białej wersji.
W latach 1918–1921 sztandar był oficjalnym symbolem białoruskiej państwowości, używały go również białoruskie formacje walczące wraz z wojskiem polskim oraz uczestnicy narodowego powstania słuckiego w 1920 roku.
Po udaniu się na emigrację do Kowna w 1921 roku rząd białoruski pod przewodnictwem Wacława Łastowskiego używał takiej samej flagi jak w latach 1918–1921, jednak wzbogaconej o dwie czarne wstążki włożone między kolory biały i czerwony, mające symbolizować polską i sowiecką okupację oraz podział Białorusi w Traktacie Ryskim.
W Białoruskiej SRR używanie flagi – jako „burżuazyjnego przeżytku” – było zakazane, jednak powszechnie używano jej za granicą, w głównych ośrodkach emigracji białoruskiej (Kowno, Praga, Berlin).
Podczas II wojny światowej flaga była wykorzystywana przez białoruskie formacje narodowe utworzone za pozwoleniem władz III Rzeszy (m.in. Białoruską Obronę Krajową i Samopomoc) oraz służyła za symbol parapaństwowości białoruskiej w ramach Białoruskiej Centralnej Rady. Jej używanie w czasie okupacji niemieckiej stało się dla władz sowieckich pretekstem w jeszcze silniejszym zwalczaniu białoruskiej symboliki narodowej. Argumenty z czasów ZSRR były często przytaczane w trakcie debaty nad zmianą symboliki państwowej w 1995 roku.

## Współczesność

Projekt flagi państwowej Republiki Białorusi, 1992

Wariant flagi z herbem używany przez demokratyczną opozycję w 2020 r.

19 września 1991 roku Rada Najwyższa Białorusi przyjęła ustawę o fladze państwowej Białorusi, następnego dnia została ona wywieszona na budynku parlamentu i przez cztery lata była oficjalnie uznaną flagą kraju.
14 maja 1995 roku przeprowadzono referendum dotyczące m.in. zmiany symboliki państwowej Białorusi – na zastąpienie biało-czerwono-białej flagi sztandarem nawiązującym do czasów Białoruskiej SRR (pozbawionym jedynie sierpa i młota) zgodziło się 75% obywateli. Następnego dnia po przeprowadzeniu głosowania flaga została zdjęta z gmachu parlamentu i z polecenia prezydenta Łukaszenki pocięta na kawałki. Od tego czasu jej oficjalne używanie jest zabronione, mimo to jest powszechnie wykorzystywana jako symbol białoruskiej państwowości przez antyłukaszenkowską opozycję. Podczas protestów na Białorusi po wyborach prezydenckich od 2020 flaga ta była używana przez protestujących obywateli.

## Galeria

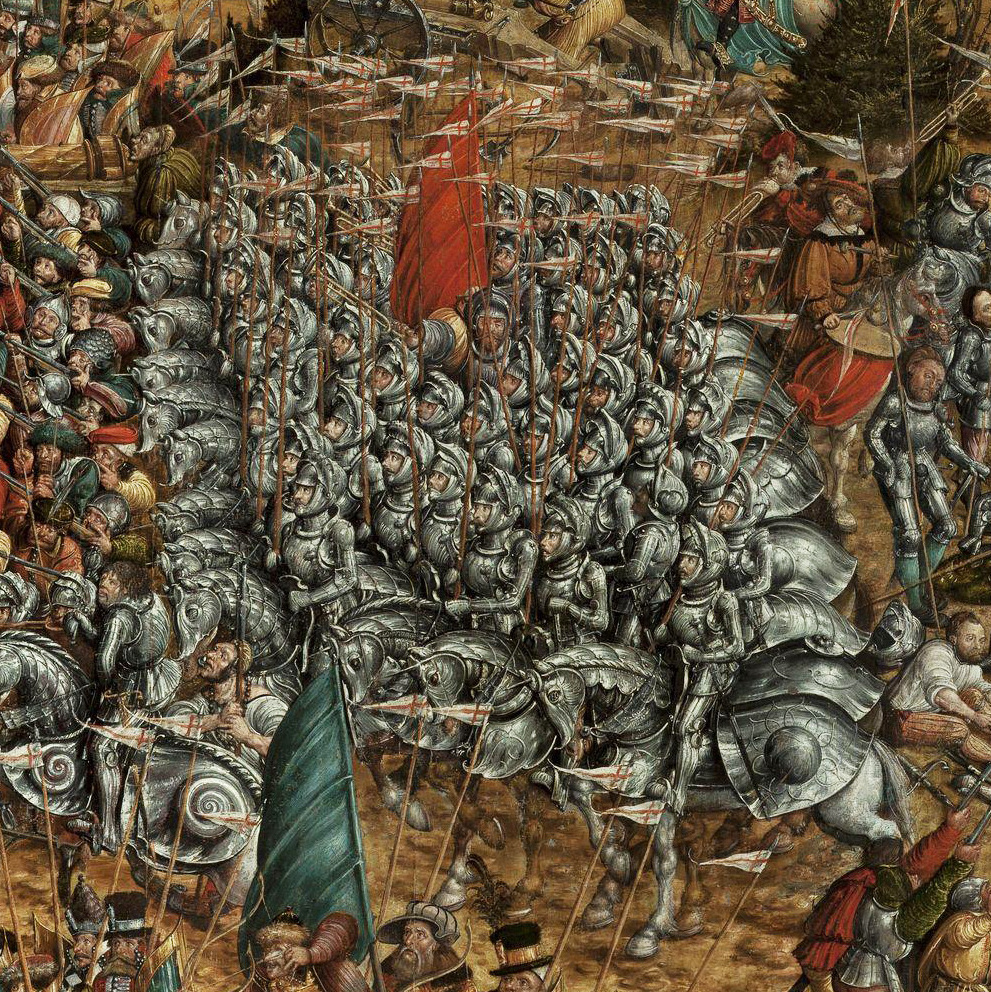
Flaga św. Jerzego podczas bitwy pod Orszą w 1514 r. (fragment obrazu)
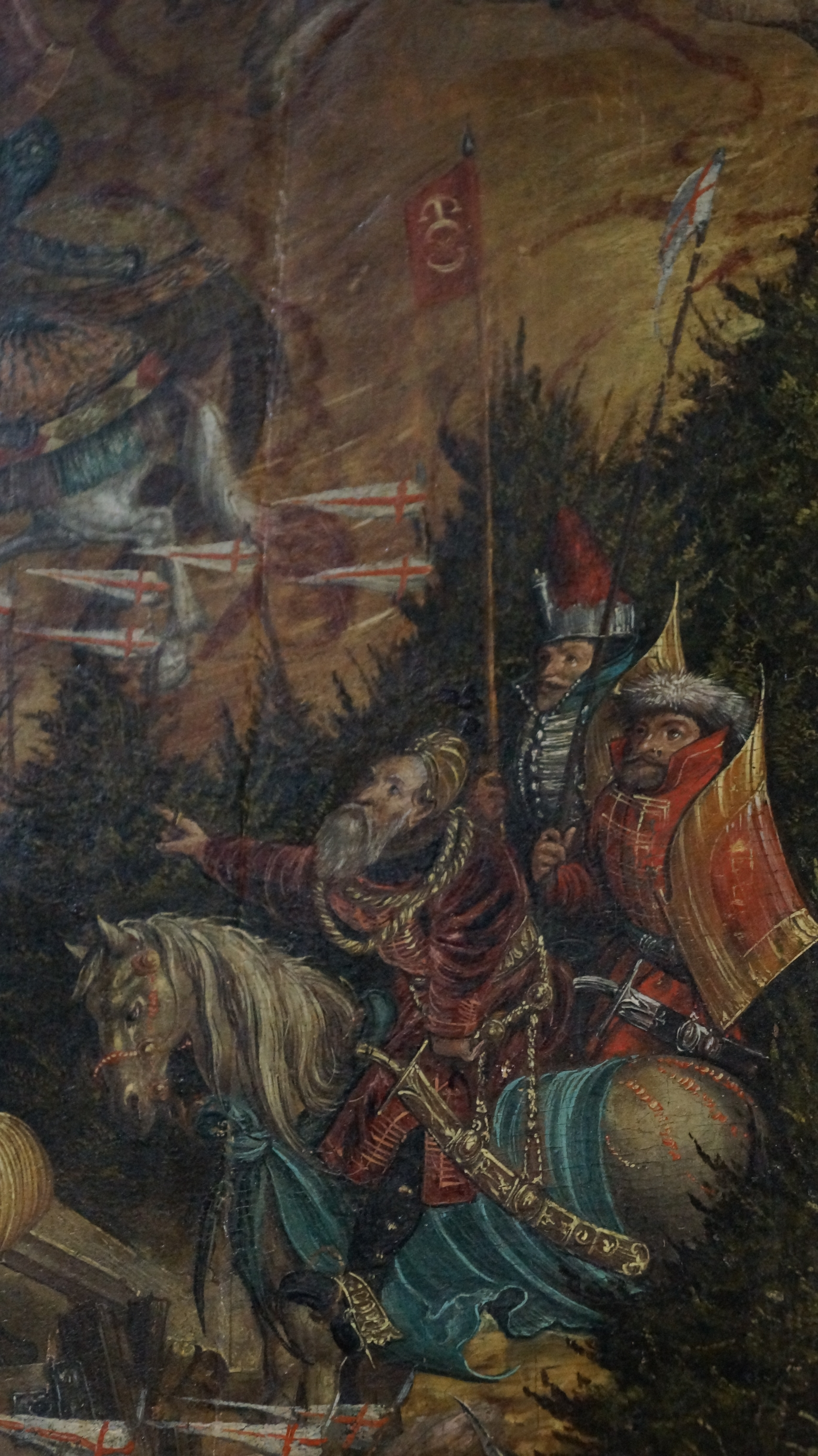
Flaga św. Jerzego podczas bitwy pod Orszą w 1514 r. (fragment obrazu)
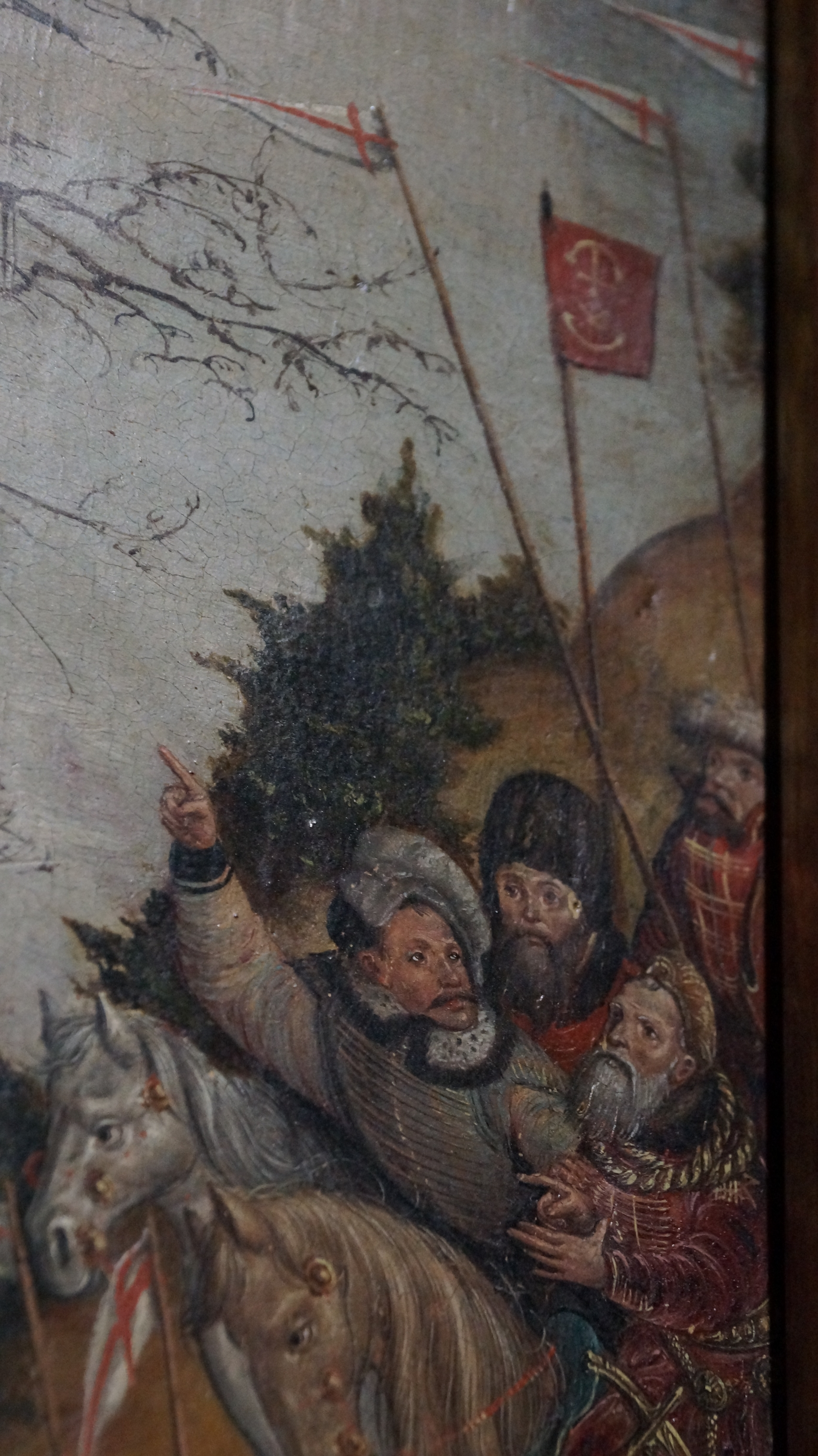
Flaga św. Jerzego podczas bitwy pod Orszą w 1514 r. (fragment obrazu)
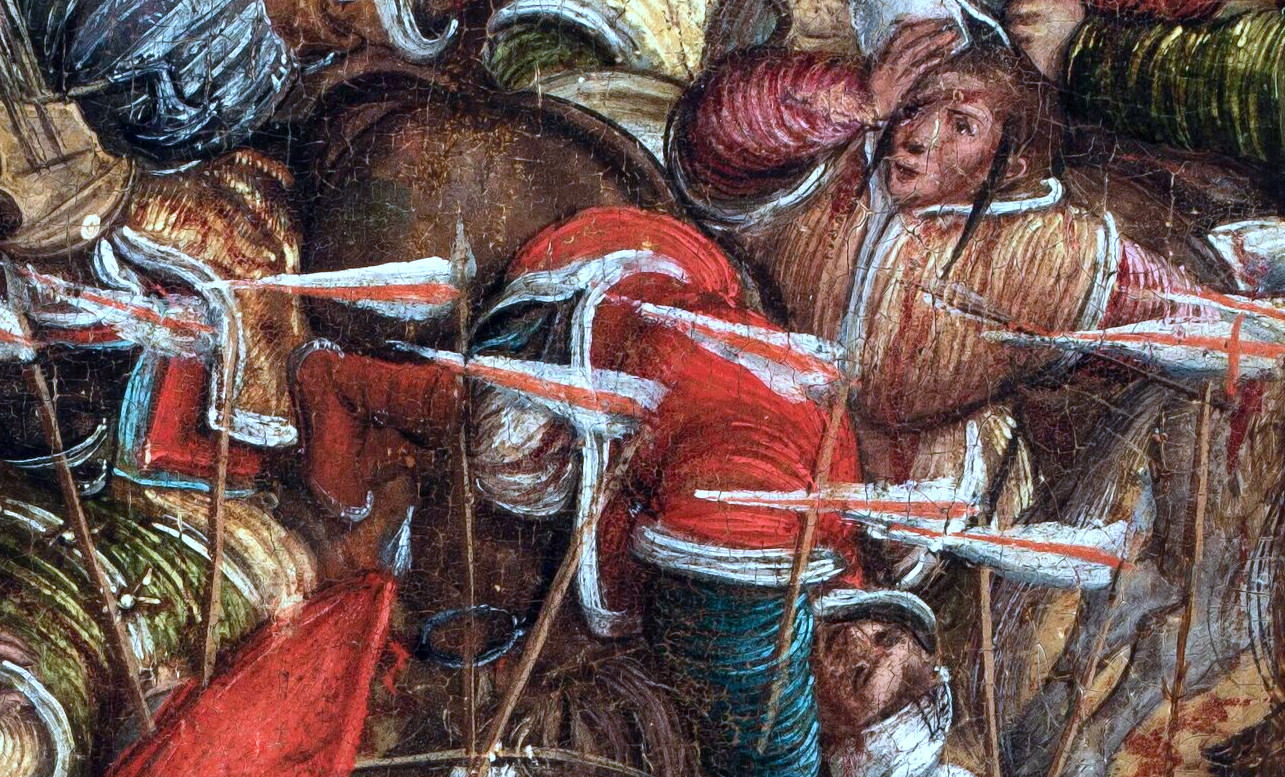
Flaga biało-czerwono-biała na obrazie Bitwa pod Orszą z XVI wieku (fragment obrazu)
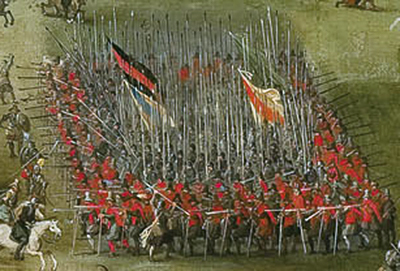
Biało-czerwono-biała flaga używana przez jazdę podczas bitwy pod Kircholmem (fragment obrazu)
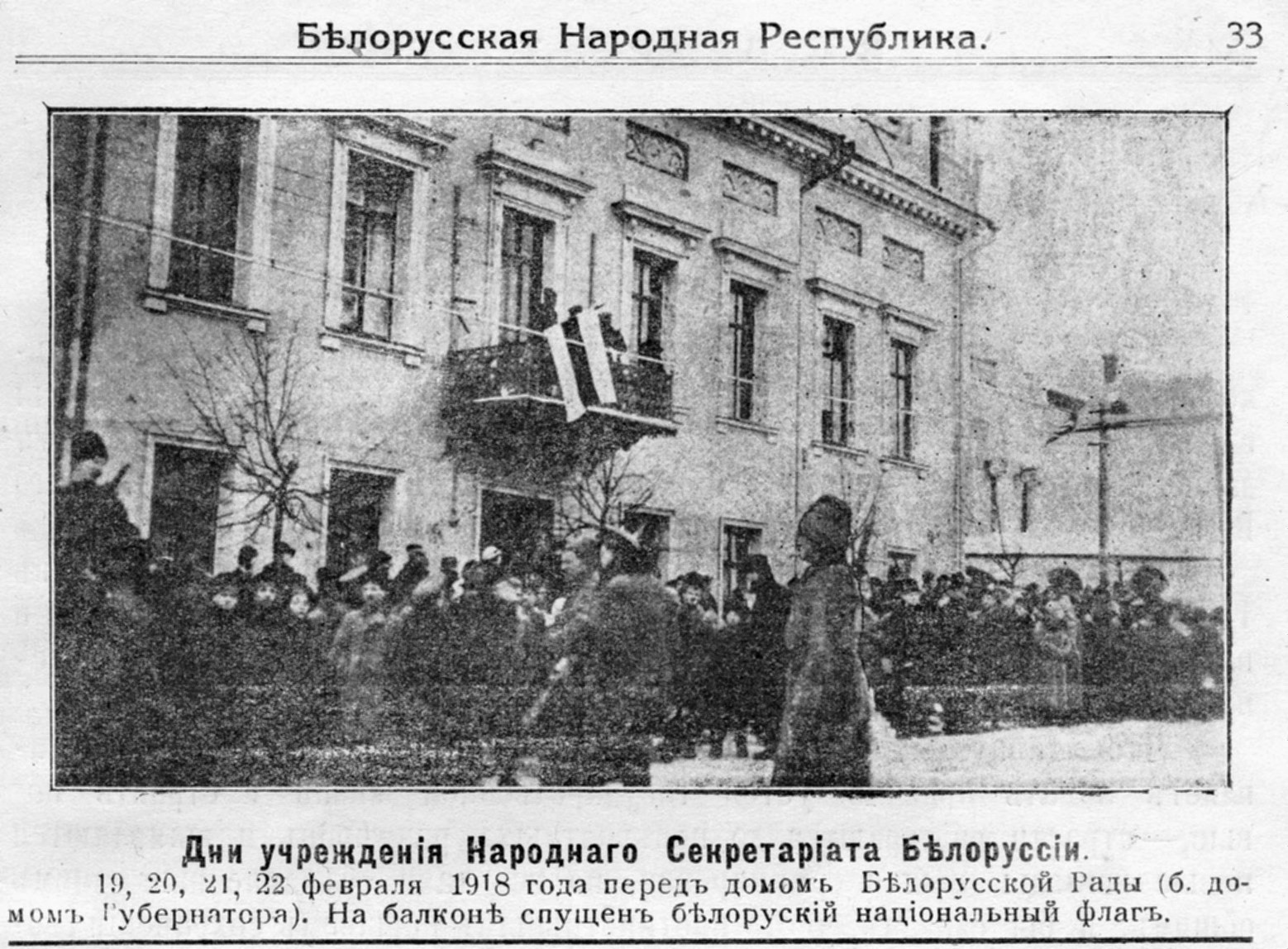
Flaga na sekretariacie BRL w Mińsku w 1918 r.
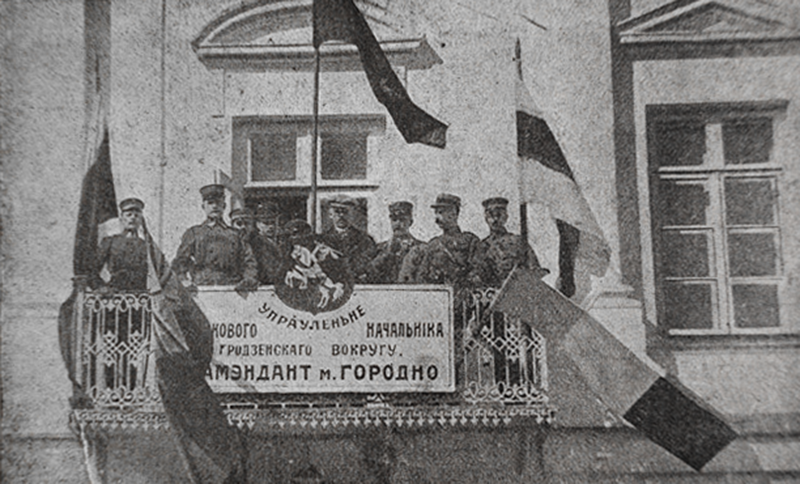
Komendantura w Grodnie w 1919 r.
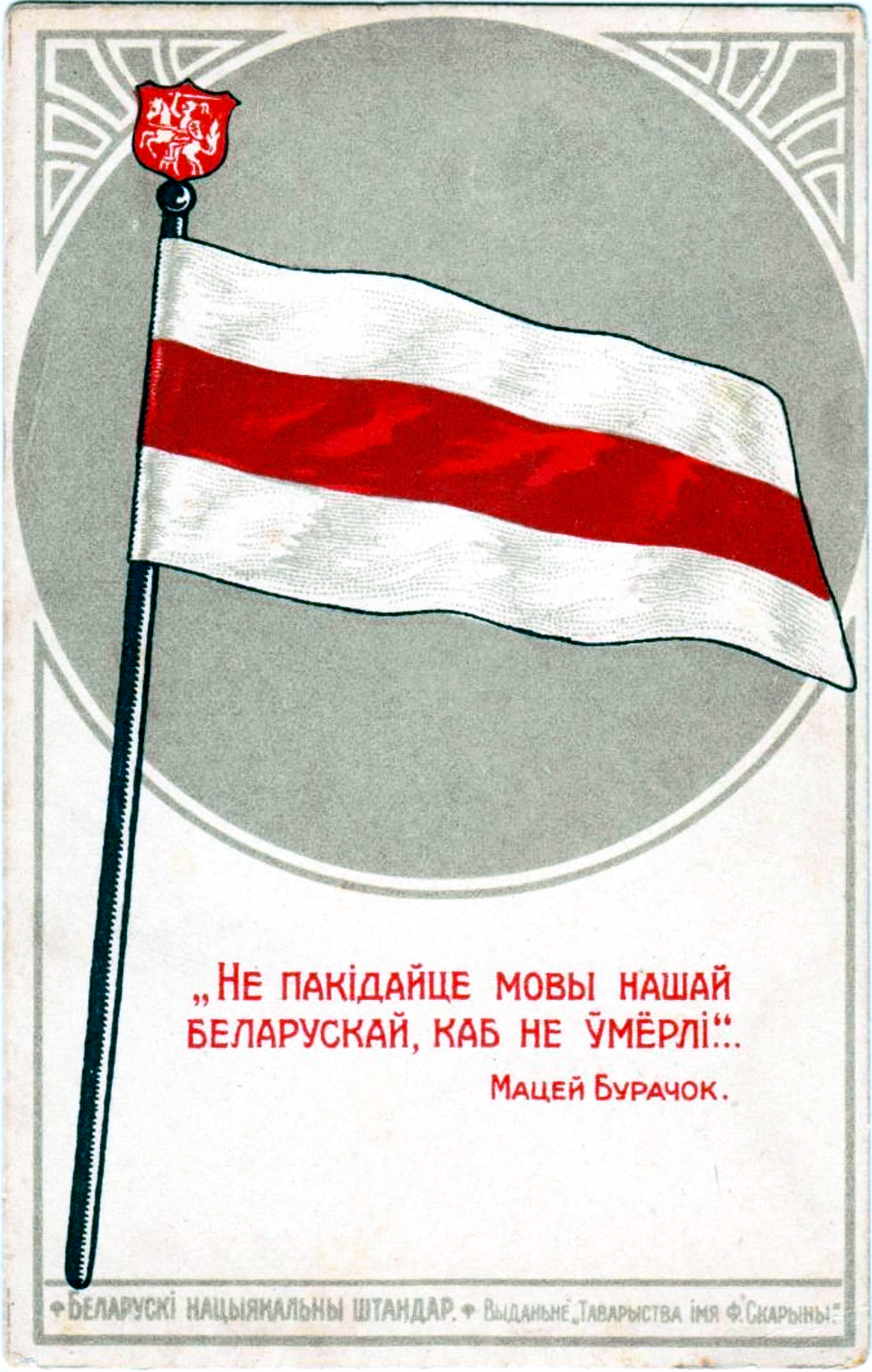
Flaga na pocztówce BRL (1918)
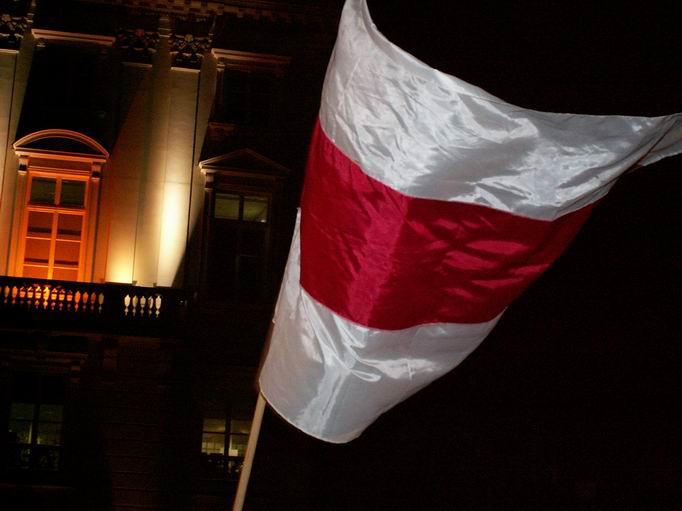
Demonstranci używający narodowej symboliki Białorusi na wiecu
Jeden z wielu alternatywnych projektów łączący wiele białoruskich symboli.
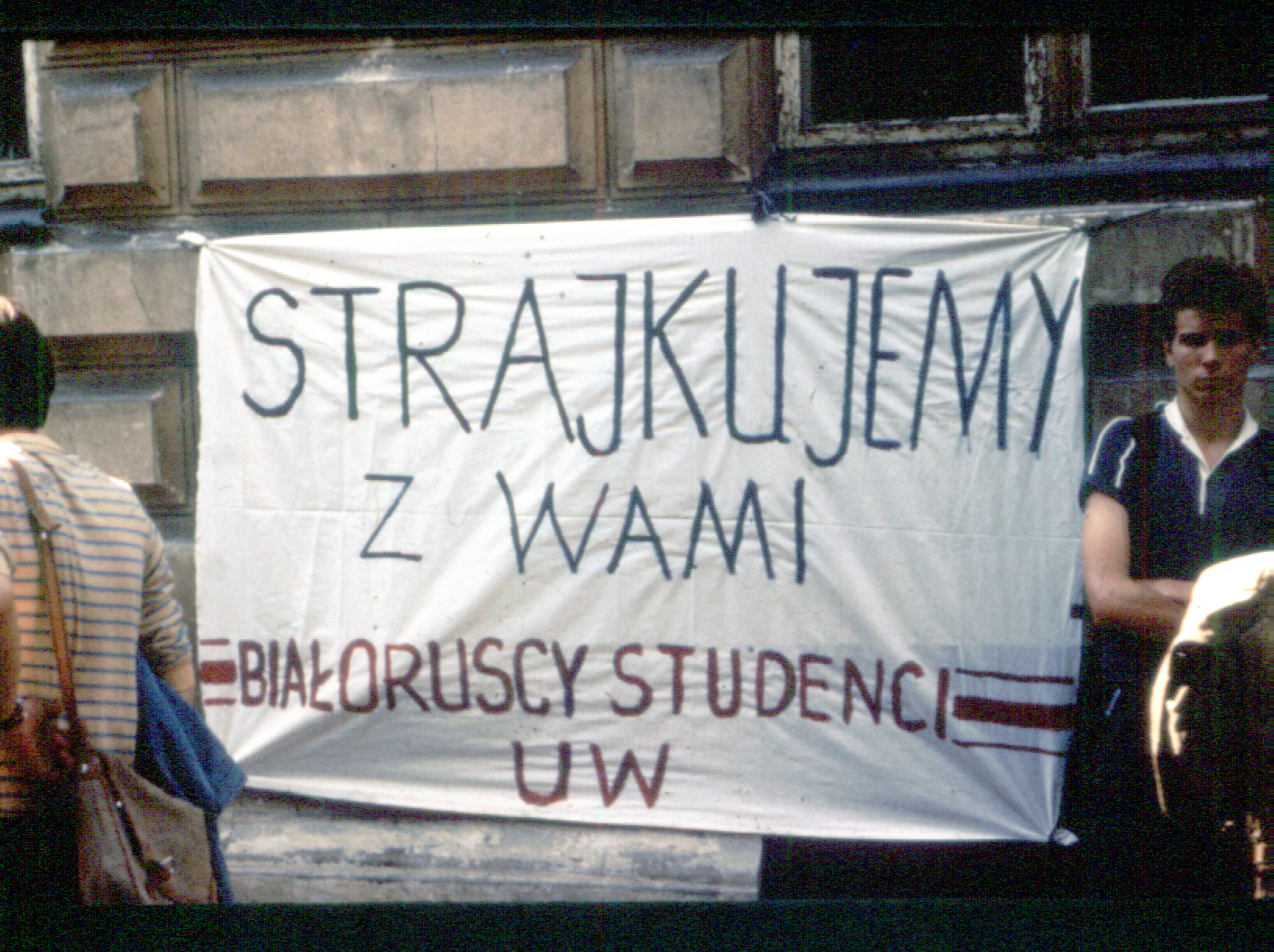
Biało-czerwono-białe flagi na transparencie protestujących studentów UW z Białorusi, maj 1988